# الرقابة على الإنترنت في باكستان

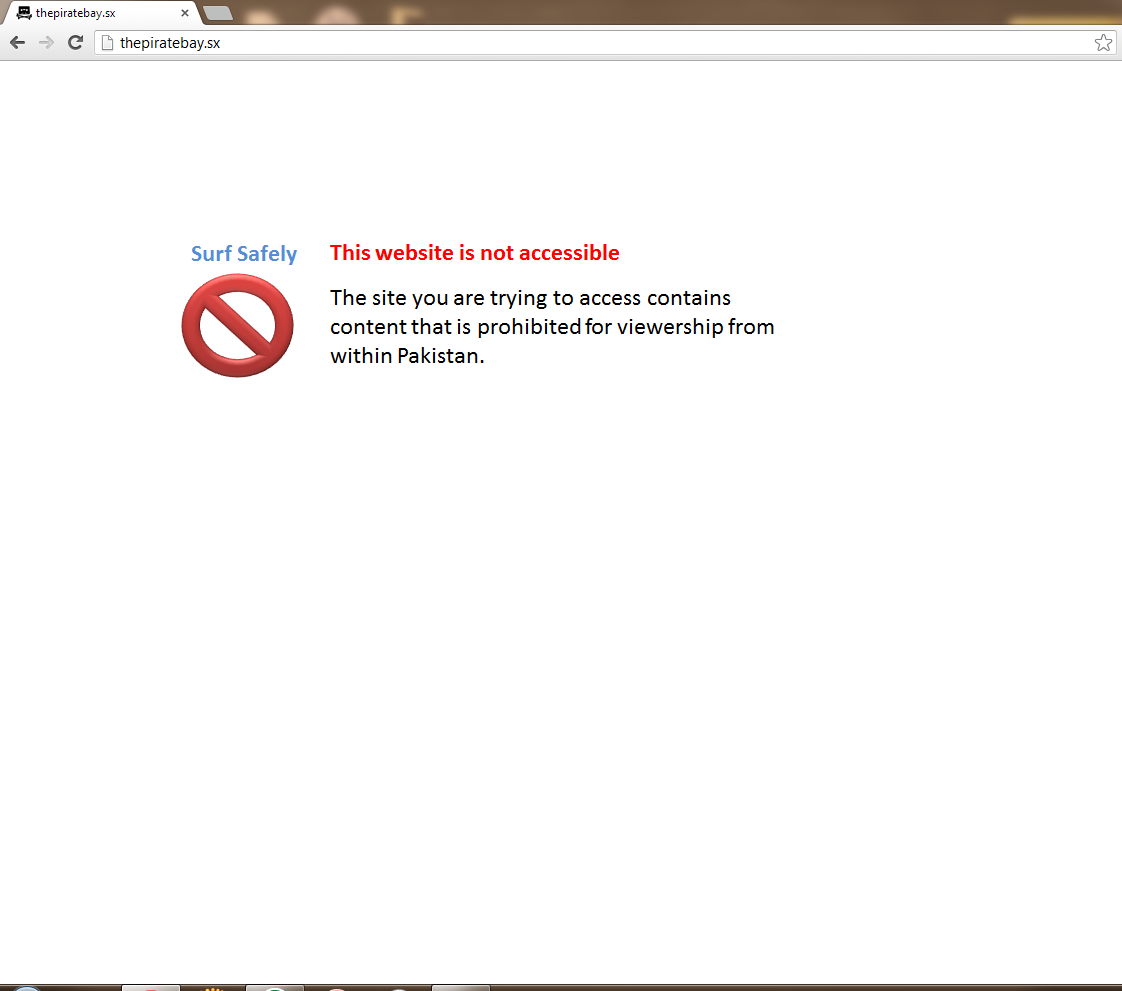
يرى المستخدمون في باكستان الرسالة التالية عند الوصول إلى مواقع الويب المحظورة، مثل يوتيوب وبيرا تيباي.

الرقابة على الإنترنت في باكستان هي سيطرة الحكومة على المعلومات المرسلة والمستلمة باستخدام الإنترنت في باكستان. كانت هناك حالات كبيرة من تقييد الوصول إلى مواقع الويب في باكستان، وعلى الأخص عندما حُظر يوتيوب منذ عام 2012 وحتى عام 2016. طلبت باكستان من عدد من مؤسسات التواصل الاجتماعي إنشاء مكاتب محلية داخل البلاد، لكن هذا لم يحدث بعد.
تصدرت باكستان عناوين الصحف العالمية في عام 2010 لحجبها فيسبوك ومواقع ويب أخرى ردًا على مسابقة شعبية على موقع التواصل الاجتماعي لرسم صور للنبي محمد. عمومًا ما تزال تصفية الإنترنت في باكستان غير متسقة ومتقطعة، وتستهدف التصفية بشكل أساسي المحتوى الذي يعتبر تهديدًا للأمن القومي، والمواد الإباحية، والمحتوى الديني الذي يعتبر تجديفًا.
في عام 2019 أبلغت هيئة الاتصالات الباكستانية اللجنة الدائمة لتكنولوجيا المعلومات والاتصالات التابعة للجمعية الوطنية أنها حظرت 900,000 عنوان من عناوين محدد موقع الموارد الموحد في باكستان «لأسباب مثل نقل محتوى تجديفي وإباحي و/أو مشاعر ضد الدولة أو القضاء أو القوات المسلحة».

## لمحة عامة
في منتصف عام 2012، تمتع الباكستانيون بحرية الوصول إلى مجموعة واسعة من المحتوى، بما في ذلك معظم المواقع الجنسية، والسياسية، والاجتماعية، والدينية على الإنترنت. أدرجت مبادرة أوبن نت تصفية الإنترنت في باكستان على أنها أساسية في مجال الصراع/الأمن، وانتقائية في المجالات السياسية والاجتماعية وأدوات الإنترنت في أغسطس 2012. بالإضافة إلى ذلك، صنفت منظمة فريدم هاوس «الحرية على الإنترنت» في باكستان على أنها «غير حرة» في تقرير الحرية على الإنترنت لعام 2013. وما يزال هذا صحيحًا منذ عام 2016.
تُنظم تصفية الإنترنت في باكستان من قبل هيئة الاتصالات الباكستانية ووكالة التحقيقات الفيدرالية تحت إشراف الحكومة، والمحكمة العليا الباكستانية، ووزارة تكنولوجيا المعلومات. على الرغم من أن غالبية عمليات التصفية في باكستان متقطعة -مثل الحجب العرضي على موقع ويب رئيسي مثل بلوغسبوت أو يوتيوب- وتواصل هيئة الاتصالات الباكستانية حظر المواقع التي تحتوي على محتوى يعتبر تجديفيًا أو معاديًا للإسلام أو يهدد الأمن الداخلي. يستمر نشاط المجتمع المدني عبر الإنترنت الذي بدأ من أجل حماية حرية التعبير في البلاد في التوسع مع استخدام المواطنين لوسائل الإعلام الجديدة لنشر المعلومات وتنظيمها. 
منعت باكستان الوصول إلى المواقع التي تنتقد الحكومة أو الجيش. غالبًا ما تُحظر مواقع الويب تحت عنوان تقييد الوصول إلى المحتوى «التجديفي» أو المواد الإباحية أو الفجور الديني. في نهاية عام 2011، حظرت هيئة الاتصالات الباكستانية رسميًا أكثر من 1000 موقع إباحي في باكستان.

## تبادل الإنترنت الباكستاني
أنشِئ نظام تبادل الإنترنت الباكستاني، الذي تديره شركة باكستان للاتصالات المحدودة المملوكة للدولة، لتسهيل تبادل حركة الإنترنت بين مزودي خدمات الإنترنت داخل باكستان وخارجها. نظرًا لأن غالبية حركة مرور الإنترنت في باكستان توجه عبر نظام تبادل الإنترنت الباكستاني (استخدم 98% من مزودي خدمة الإنترنت الباكستانيين هذا النظام في عام 2004)، فإنها توفر وسيلة لمراقبة حركة مرور الإنترنت الواردة والصادرة وربما حظرها وفقًا لما تراه الحكومة مناسبًا.
تجري الجاسوسية الرقمية في باكستان بشكل أساسي من قبل هيئة الاتصالات الباكستانية تحت رعاية نظام تبادل الإنترنت الباكستاني. تراقب هيئة الاتصالات جميع حركات الإنترنت الواردة والصادرة من باكستان، بالإضافة إلى البريد الإلكتروني والكلمات الرئيسية، وتخزن البيانات لفترة زمنية محددة. يمكن أن تطلب الحكومة من وكالات إنفاذ القانون مثل وكالة التحقيقات الفيدرالية تنظيم الجاسوسية ومراقبة المحتوى. بموجب مرسوم منع الجرائم الإلكترونية، يُطلب من مزودي خدمات الإنترنت الاحتفاظ ببيانات حركة المرور لمدة 90 يومًا على الأقل وقد يُطلب منهم أيضًا جمع البيانات في الوقت الفعلي وتسجيل المعلومات مع الحفاظ على سرية مشاركتهم مع الحكومة. لا يحدد المرسوم أنواع الإجراءات التي تشكل أساسًا لجمع البيانات والجاسوسية.

## شركة الاتصالات الباكستانية
في أبريل 2003 أعلنت شركة باكستان للاتصالات المحدودة أنها ستكثف مراقبة المواقع الإباحية. وراقبت أيضًا المواقع «المعادية للإسلام» ومواقع «التجديف». في أوائل مارس 2004 أمرت وكالة التحقيقات الفيدرالية مزودي خدمة الإنترنت بمراقبة الوصول إلى جميع المحتويات الإباحية. غير أن مزودي خدمات الإنترنت افتقروا إلى المعرفة الفنية، وشعروا أن شركة باكستان للاتصالات المحدودة كانت في موقع أفضل لتنفيذ طلب وكالة التحقيقات. ثم تعاقدوا مع شركة ماليزية لتوفير نظام تصفية، لكنها فشلت في تقديم نظام عمل.

## الرسوم الكاريكاتورية للنبي محمد في صحيفة يولاندس بوستن
بدأ الجدل حول الرسوم الكاريكاتورية المسيئة للنبي محمد في صحيفة يولاندس بوستن بعد نشر 12 رسمًا كاريكاتوريًا تحريريًا، معظمها للنبي الإسلامي محمد، في صحيفة يولاندس بوستن الدنماركية في 30 سبتمبر 2005. أدى ذلك إلى احتجاجات في جميع أنحاء العالم الإسلامي، تصاعد بعضها إلى أعمال عنف مع حالات إطلاق النار على حشود من المتظاهرين، ما أسفر عن مقتل أكثر من 100 شخص، وشمل تفجير السفارة الدنماركية في باكستان، وإشعال النار في السفارات الدنماركية في سوريا، ولبنان، وإيران، واقتحام المباني الأوروبية، وإحراق الأعلام الدنماركية، والهولندية، والنرويجية، والفرنسية، والألمانية في مدينة غزة. وزاد نشر الرسوم الكاريكاتورية على الإنترنت من الجدل.
في 1 مارس 2006 وجهت المحكمة العليا في باكستان الحكومة إلى مراقبة مواقع الإنترنت التي تعرض الرسوم الكاريكاتورية وطالبت السلطات بتوضيح سبب عدم حجب هذه المواقع في وقت سابق. في 2 مارس 2006 وعملًا بالتماس مقدم بموجب المادة 184 (3) من الدستور الباكستاني، أمرت المحكمة العليا المنعقدة بكامل هيئتها هيئة الاتصالات الباكستانية والإدارات الحكومية الأخرى بتبني إجراءات لحجب مواقع الويب التي تعرض محتوى تجديفيًا. وأمرت المحكمة أيضًا المدعي العام مخدوم علي خان باستكشاف القوانين التي من شأنها أن تمكن من حجب المواقع الإلكترونية المعترضة. وفي إعلانه عن القرار قال رئيس المحكمة افتخار محمد شودري: « لن نقبل أي عذر أو اعتراض تقني على هذه القضية لأنها تتعلق بمشاعر العالم الإسلامي بأسره. ويتعين على جميع السلطات المعنية المثول أمام المحكمة في جلسة الاستماع القادمة مع تقارير عن التدابير الملموسة المتخذة لتنفيذ أمرنا».
ونتيجة لذلك، احتفظت الحكومة بعلامات تبويب على عدد من المواقع التي تستضيف الرسوم الكاريكاتورية التي تعتبر تدنيسًا للأديان. شمل هذا الحظر جميع مدونات الويب التي استضافتها خدمة المدونات الشهيرة blogger.com، حيث وضع بعض المدونين نسخًا من الرسوم الكاريكاتورية -خاصةً العديد من المدونات غير الباكستانية.
استدعت هيئة من ثلاثة أعضاء برئاسة كبير القضاة شودري النائب العام للبلاد بالإضافة إلى كبار مسؤولي وزارة الاتصالات لتقديم تقرير عن «الإجراءات الملموسة لتنفيذ أمر المحكمة». في جلسة 14 مارس 2006 أبلغت هيئة الاتصالات الباكستانية المحكمة العليا أن جميع المواقع التي تعرض الرسوم الكاريكاتورية للنبي محمد قد حُجبت. أصدرت المحكمة توجيهات للمدعي العام الباكستاني، مخدوم علي خان، لمساعدة المحكمة في كيفية ممارسة الولاية القضائية لمنع توفر مواد تجديفية على مواقع الويب في جميع أنحاء العالم.
رُفع الحظر الشامل على مدونات blogspot.com في 2 مايو 2006. بعد ذلك بوقت قصير، أعيد فرض الحظر الشامل وامتد ليشمل مدونات Typepad. رُفع الحظر الشامل على مدونات blogspot.com مرة أخرى لاحقًا.
وجه المدونون والصحف ووسائل الإعلام الباكستانية وأحزاب المعارضة الباكستانية المناهضة لمشرف ادعاءات متعلقة بإخفاء مقاطع فيديو تزوير الأصوات من قبل إدارة مشرف. رُفع الحظر في 26 فبراير 2008.